# 장르
장르(프랑스어: Genre→종류 /ʒɑ̃ʁ/, 영어: /ˈʒɒnrə/ 또는 /ˈdʒɒnrə/) 또는 갈래는 예술에서 작품을 구분할 때 이용되는 느슨한 분류 범위이다. 
주로 문학과 수사학 분야에서 사용되었으나, 영화와 음악, 만화, 컴퓨터 게임 등 다른 예술 분야에도 폭넓게 적용된다.
예술 작품을 분류하는 데에는 여러 기준이 있겠지만, 그중 장르는 대체로 각 예술 분야에서 작품의 주제나 전개해 나가는 방식, 또는 분위기 등을 기준으로 삼는다.

## 설명
장르는 서면, 음성, 디지털, 예술 등 시간이 지남에 따라 사회적으로 합의된 관습이 발전했다. 대중적으로 사용되는 경우 일반적으로 일련의 문체 기준에 따라 문학, 음악 또는 기타 형태의 예술이나 오락의 범주를 설명한다. 종종 작품은 이러한 관습을 차용하고 재결합하여 여러 장르에 적합하다. 독립된 텍스트, 작품 또는 커뮤니케이션은 개별적인 스타일을 가질 수 있지만 장르는 합의된 또는 사회적으로 추론된 관습에 기반한 이러한 텍스트의 혼합이다. 일부 장르에는 엄격하고 엄격하게 준수되는 지침이 있는 반면, 다른 장르에는 뛰어난 유연성이 있을 수 있다.
장르는 아리스토텔레스의 시학에 명시된 고대 그리스 문학의 절대적인 분류 체계로 시작되었다. 아리스토텔레스의 경우 시(송가, 서사시 등), 산문, 공연은 각각 각 장르에 적합한 콘텐츠를 지원하는 특정한 디자인 특징을 갖고 있었다. 예를 들어, 코미디의 말투 패턴은 비극에는 적합하지 않으며, 배우들조차도 한 유형의 사람이 한 유형의 이야기를 가장 잘 전달할 수 있다는 가정하에 장르로 제한되었다.
장르는 청중과 창작자의 변화에 대응하여 아리스토텔레스의 분류를 넘어 확산되고 발전한다. 장르는 예술적 표현을 통해 대중이 예측 불가능함을 이해하도록 돕는 역동적인 도구가 되었다. 사람들이 글을 쓰고, 그림을 그리며, 노래하고, 춤추는 등 자신이 알고 있는 것에 대한 예술 작품을 제작한다는 점에서 예술은 사회 상태에 대한 반응인 경우가 많다는 점을 감안할 때, 장르를 도구로 사용하려면 변화하는 의미에 적응할 수 있어야 한다.

## 문학
문학 장르는 문학 작품의 한 범주이다. 이 장르는 문학적 기법, 어조, 내용, 심지어 (소설의 경우처럼) 길이에 따라 결정될 수 있다. 장르는 문학이 성인, 청소년, 아동으로 분류될 수 있는 연령 범주와는 구별한다. 또한 만화책이나 그림책과 같은 형식과도 구별한다 장르와 카테고리 간의 구분은 유연하고 느슨하게 정의되며, 하위 그룹을 사용하는 경우가 많다.
문학의 가장 일반적인 장르는 (느슨한 연대순으로) 서사시, 비극, 희극, 소설, 단편 소설이다. 이것들은 모두 산문이나 시 장르에 속할 수 있는데, 이는 장르가 얼마나 느슨하게 정의되어 있는지를 가장 잘 보여준다. 또한 풍자와 같은 장르는 하위 장르일 뿐만 아니라 여러 장르의 혼합 형태로 위의 어느 장르에나 나타날 수 있다. 마지막으로, 이 작품들은 그것이 구성되었던 역사적 시대의 일반적인 문화 운동에 의해 정의된다. 특히 장르별로 구분되는 대중소설에서는 장르소설이 더 일반적인 용어이다.

### 예시
- 자서전
- 전기
- 일기
- 우화
- 소설
  - 모험 소설
  - 아동문학
  - 판타지
  - 공포 소설
  - 역사 소설
  - 추리 소설
  - 로맨스 소설
  - 과학소설
  - 스릴러 소설
  - 무협소설
  - 라이트노벨
  - 게임소설
  - 사극소설

## 영화
영화의 기본 장르는 장편영화와 대부분의 만화, 다큐멘터리에서 드라마로 볼 수 있다. 특히 할리우드의 대부분의 극적인 장편 영화는 서부 영화, 전쟁 영화, 공포 영화, 로맨틱 코미디 영화, 뮤지컬, 범죄 영화 등과 같은 다양한 영화 장르 목록 중 하나에 상당히 편안하게 속한다. 이러한 장르 중 상당수는 인도 발리우드 뮤지컬과 같이 배경이나 주제, 독특한 국가 스타일 등 다양한 하위 장르를 갖고 있다.

## 음악
음악 장르는 음악을 공유된 전통이나 일련의 관습에 속하는 것으로 식별하는 전통적인 범주이다. 실제로는 이러한 용어가 때때로 같은 의미로 사용되기는 하지만 이는 음악 형식 및 음악 스타일과 구별된다. 서양 클래식 음악과 대중 음악, 뮤지컬 연극과 비서구 문화의 음악에는 수많은 장르가 있다. 이 용어는 이제 현대 록 음악의 상대적으로 작은 음악 스타일 차이를 설명하는 데 과도하게 사용되며, 이는 청중의 사회학적 차이를 반영할 수도 있다. 티모시 로리(Timothy Laurie)는 록 및 팝 음악 연구의 맥락에서 "장르 비평의 매력은 종종 부족한 것처럼 보이는 음악 세계에서 내러티브를 만드는 것"이라고 제안한다.

## 하위 장르
하위 장르는 한 장르 내의 하위 계층이다. 동일한 장르인 두 이야기는 하위 장르가 다를 수 있다. 예를 들어, 판타지 이야기가 더 어둡고 더 무서운 판타지 요소를 포함하고 있다면 그것은 다크 판타지의 하위 장르에 속할 것이다. 마법 검과 마법사 (캐릭터 클래스)가 등장하는 또 다른 판타지 이야기는 검과 마법의 하위 장르에 속한다.